# Armeegruppe Wöhler
De Armeegruppe Wöhler was een Duitse Armeegruppe in de Tweede Wereldoorlog, genoemd naar haar commandant, General der Infanterie Otto Wöhler. De Armeegruppe voerde het bevel over het 8e Duitse Leger en het 4e Roemeense Leger, resp. 2e Hongaarse Leger resp. 1e Hongaarse Leger en vocht in Roemenië en Hongarije in 1944.

## Krijgsgeschiedenis
De Armeegruppe Wöhler bestond driemaal:
- Van 26 maart tot 23 augustus 1944, 8e Duitse Leger samen met het 4e Roemeense Leger, hier voerde de Armeegruppe een verdediging uit in Noord- Bessarabië en bleef daarna gedurende vier maanden in een defensieve stabiele stelling. In augustus 1944 werd de Roemeense tak van de Armeegruppe vol aangevallen tijdens het Iași-Chisinau Offensief. Op 23 augustus 1944 wisselde Roemenië van de zijde van Duitsland naar de geallieerden, waarmee het 8e Leger alleen kwam te staan en daarmee ook de Armeegruppe ophield te bestaan op dezelfde dag.
- Van 3 tot 20 oktober 1944, 8e Duitse Leger samen met het 2e Hongaarse Leger, kwam in actie tijdens de terugtocht door de Zevenburgse Alpen en tijdens de Slag om Debrecen.
- Van 21 oktober tot 16 december 1944, 8e Duitse Leger samen met het 1e Hongaarse Leger, in deze periode trok de Armeegruppe terug door Noord-Hongarije en stak over naar Slovakije in december 1944.

Op 16 december 1944 werd de legergroepsgrens verschoven en daardoor werd het 1e Hongaarse Leger overgenomen door Armeegruppe Heinrici. Daarmee bleef het 8e Leger weer alleen over.

## Commandant
| Rang                   | Naam        | Begin         | Eind             |
| ---------------------- | ----------- | ------------- | ---------------- |
| General der Infanterie | Otto Wöhler | 26 maart 1944 | 16 december 1944 |